# Sara Wesslin
Sara Wesslin (nacida el 8 de noviembre de 1991) es una periodista y presentadora de noticias en Finlandia y una firme defensora del idioma Sami Skolt, la lengua materna de su abuela Olga. Asumió el Ministerio de Educación y Cultura de Finlandia para obtener fondos de Finlandia para el Centro Nórdico de Recursos para las lenguas Sami.
En octubre de 2019, fue una de las "mujeres inspiradoras e influyentes" elegida en las 100 mujeres de la BBC . Wesslin ha utilizado sus recursos en los medios y acceso a la cultura popular para ayudar a revivir el idioma Sami skolt. También se ha centrado en enseñárselo a mujeres ya que, según ella, juegan un papel muy importante para mantener el idioma en su familia.

## Trayectoria
Wesslin, nacida en Finlandia a principios de la década de 1990, es periodista de la autoridad de radiodifusión finlandesa Yle, donde comenzó a trabajar en 2013 en la redacción. Establecida en Inari, en el extremo norte de Finlandia, es una de los dos periodistas que actualmente transmiten por radio y televisión en el idioma Sami skolt, el otro es Erkki Gauriloff . Escribe historias y presenta las noticias en Skolt Sami, Northern Sami y Finnish. Wesslin ha colaborado con Tiina Sanila-Aikio, presidenta del Parlamento sami finlandés, quien también ha contribuido a la recuperación del idioma y la cultura Sami Skolt.
En 2006, pocas personas menores de 30 años hablaban lengua Sami. En los años siguientes, Wesslin ha impulsado el uso del idioma en el gobierno, los medios y la vida profesional finlandesa. Cuando apareció en las 100 mujeres de la BBC, Wesslin se sorprendió de haber sido incluida y comentó: "Cuando piensas en el mundo hoy en día, cuando los idiomas en peligro de extinción mueren todo el tiempo y desaparecen, es un privilegio que pueda hacer mi trabajo en lengua Sami, que lo hablan alrededor de 300 personas ". Explicó que las noticias de televisión en lengua Sami habían sido bien recibidas por la audiencia, especialmente aquellos que no usan Internet, ya que ahora podían seguirla en su lengua materna.